# 甘藷龜金花蟲
甘藷龜金花蟲（学名：Cassida circumdata）为金花蟲科龜金花蟲屬下的一个种。